# Équipe de Thaïlande de Coupe Davis
L'équipe de Thaïlande de Coupe Davis représente la Thaïlande à la Coupe Davis. Elle est placée sous l'égide de la Fédération thaïlandaise de tennis.

## Historique
Créée en 1958, l'équipe de Thaïlande de Coupe Davis a participé aux matchs de barrages pour accéder au groupe mondial en 2002, 2003, 2004, et 2006, sans toutefois réussir à se qualifier.

## Joueurs de l'équipe
Les chiffres indiquent le nombre de matchs joués
- Paradorn Srichaphan
- Danai Udomchoke
- Sanchai Ratiwatana
- Sonchat Ratiwatana
- Weerapat Doakmaiklee
- Kirati Siributwong
- Kittipong Wachiramanowong